# Leonid Kirienski
Leonid Wasiljewicz Kirienski (ros. Леонид Васильевич Киренский, ur. 25 marca?/7 kwietnia 1909 w Amdze w Jakucji, zm. 3 listopada 1969 w Moskwie) – radziecki fizyk.

## Życiorys
Urodził się w rosyjskiej rodzinie chłopskiej. W 1919 skończył szkołę w rodzinnej wsi, później uczył się w miejskiej szkole realnej w Jakucku, którą ukończył w 1927, następnie udał się do Moskwy, by studiować w Instytucie Górniczym. Nie zdawszy egzaminów, wrócił do Jakucka, później pracował jako nauczyciel fizyki i matematyki w szkole średniej w Olokminsku, a od 1930 w Jakucku. W latach 1931–1937 studiował na Wydzialem Fizyczny Moskiewskiego Uniwersytetu Państwowego, później był tam aspirantem, w 1939 obronił pracę dyplomową, we wrześniu 1940 skierowano go do Krasnojarska jako adiunkta działu fizyki Państwowego Instytutu Pedagogicznego; w czerwcu 1941 został jego dziekanem. Zajmował się zagadnieniami magnetyzmu, prowadził szeroką działalność naukowo-badawczą. Podczas wojny z Niemcami pracował w laboratorium magnetycznym nad przyrządami do produkcji stali i broni. Po wojnie stał się jednym z czołowych naukowców Krasnojarska. W październiku 1956 dzięki jego staraniom utworzono tam Instytut Fizyki Syberyjskiego Oddziału Akademii Nauk ZSRR i w styczniu 1957 Kirienski został jego pierwszym dyrektorem, pełniąc tę funkcję do końca życia. Zdziałał wiele dla utworzenia w Krasnojarsku nowego centrum naukowego, przyczynił się do utworzenia w 1963 Krasnojarskiej Filii Nowosybirskiego Uniwersytetu Państwowego, a w 1969 Krasnojarskiego Uniwersytetu Państwowego. W 1951 uzyskał tytuł doktora nauk fizyczno-matematycznych. W 1964 został członkiem korespondentem, a w 1968 akademikiem Akademii Nauk ZSRR (był pierwszym naukowcem z Jakucji, który otrzymał ten tytuł), 1958-1963 był członkiem Prezydium Syberyjskiego Oddziału Akademii Nauk ZSRR. Prowadził też działalność polityczną: od 1943 należał do WKP(b), 1960–1969 był deputowanym do Rady Najwyższej ZSRR od 5 do 7 kadencji, 1953–1959 deputowanym do Krasnojarskiej Krajowej Rady Deputowanych, od 1957 deputowanym do Komitetu Miejskiego, a od 1963 Krasnojarskiego Komitetu Krajowego KPZR. Zmarł w Moskwie, został pochowany w Krasnojarsku.

## Upamiętnienie
Jego imieniem nazwano Instytut Fizyki Syberyjskiego Oddziału RAN (w Krasnojarsku) oraz ulice w Krasnojarsku i w Amdze, Przy Instytucie Fizyki otwarto muzeum jego pamięci. Ustanowiono stypendium jego imienia dla młodych naukowców Syberyjskiego Oddziału RAN i studentów Krasnojarskiego Państwowego Instytutu Pedagogicznego. Poświęcone mu tablice pamiątkowe umieszczono na gmachu Krasnojarskiego Państwowego Instytutu Pedagogicznego i Wydziału Nauk Przyrodniczych Jakuckiego Uniwersytetu Państwowego.

## Odznaczenia
- Medal Sierp i Młot Bohatera Pracy Socjalistycznej (13 marca 1969)
- Order Lenina (13 marca 1969)
- Order Czerwonego Sztandaru Pracy (15 września 1961)

I medal.